# Batalla del río Tojtamish
La batalla del río Tojtamish o batalla del río Abazinka (en ruso: Бой у Абазинки) fue un enfrentamiento entre las tropas del Imperio otomano lideradas por Batal Hussein Pashá y los circasianos del Movimiento del Sheij Mansur contra las tropas del Imperio ruso lideradas por Johann Hermann von Fersen el 30 de septiembre de 1790, junto al río Abazinka, en el marco de la guerra ruso-turca de 1787-1792.
La batalla supuso una decisiva victoria rusa y forzó a los otomanos y circasianos a huir. Batal Pashá fue capturado, aunque según algunas fuentes se rindió sin luchar.

## Antecedentes
El 20 de septiembre, el general Johann Hermann von Fersen recibió la noticia de que el ejército de Batal Pashá avanzaba hacia Kabardia, por lo que, tras reunir un destacamento de 3.000 soldados, marchó desde el río Kumá hasta el río Kubán. El día 23 se oyeron disparos de parte de los montañeses. Dos días después, Batal Pashá llegó al río Bolshói Zelenchuk y el 28 llegó al río Abazinka (conocido históricamente como río Tojtamysh). El objetivo de Batal era ir a Kabardia, unir fuerzas con los combatientes cabardinos y luego atacar la fortaleza rusa de Gueórguiyevsk, mientras que el objetivo de Hermann era impedir a toda costa la llegada de Batal a Kabardia. Poco después, el brigadier Beervitz se unió a Hermann.

## Batalla
El 29 de septiembre, el ejército ruso, que contaba ya con 3.500 soldados, se acercó al campamento de Batal Pashá, situado en el río Abazinka. A pesar de que las fuerzas turcas eran varias veces mayores, el general Hermann decidió atacar. El 30 de septiembre, a las 8 de la mañana, dividió su destacamento en cinco columnas y avanzó hacia el campamento. La vanguardia del ejército ruso, compuesta por unos 700 hombres, con dos cañones y bajo el mando del príncipe mayor Dmitri Orbeliani, fue enviada con la tarea de ocupar las alturas del río y el monte Podbakleya, y mantenerlas hasta la llegada del ejército principal. Los combatientes circasianos notaron el avance de la vanguardia y la atacaron, pero se vieron obligados a retirarse después de un combate, lo que permitió a Orbeliani ocupar las alturas del río. 
Poco después, otra columna dirigida por el general de brigada Matzen y un destacamento de tropas de montaña bajo el mando del general de brigada Beervitz también avanzó y ocupó más alturas del río. Pronto fue atacado por un destacamento turco-circasiano dirigido por Aji Mustafá Pashá, y estalló una feroz lucha. También se abrió un fuerte fuego de cañón en ambos lados. En la batalla, Pável Afrósimov logró destruir la mayor parte de la batería de artillería turca en el flanco derecho.

Los turcos, extendiendo su línea sobre el río Tojtamys, abrieron sus baterías. Poco después de sus rápidos disparos de artillería, el mayor Afrósimov se apresuró con su batería, y la infantería se unió inmediatamente a mí. ... La batalla continuó en todas partes con varios cambios durante aproximadamente dos horas; pero aún no se pudo aplicar nada decisivo. Mientras tanto, el mayor de artillería Afrósimov logró derribar las baterías enemigas en su flanco derecho; el fuego se notó con menos frecuencia y mucho más débil. Johann Hermann von Fersen

El ataque fue finalmente repelido por el destacamento de caballería del coronel Butkevich, y el general Hermann dio la orden a una columna de tropa de montaña liderada por el brigadier Joseph Beervitz para atacar el flanco izquierdo de los turcos, y al equipo de mosqueteros del coronel Chemodánov para atacar el derecho. Sin embargo, Beervitz encontró una feroz resistencia turco-caucásica, tras lo cual el coronel Mujánov acudió en su ayuda. El ejército combinado de turcos y circasianos fue sorprendido por el destacamento de Mujánov, y por lo tanto fue rápidamente superado y obligado a retroceder. Al perseguirlos, los rusos capturaron toda su artillería y finalmente irrumpieron en el campamento de Batal. Después del avance ruso y la derrota completa del flanco izquierdo turco-circasiano, este último huyó. Posteriormente, desde el flanco izquierdo del ejército ruso, la columna del coronel Chemodánov se acercó al flanco derecho, el cual, incapaz de resistir el avance ruso tras la huida del flanco izquierdo, abandonó el campo de batalla, tras lo cual la columna rusa capturó toda su artillería.
Poco después, los soldados rusos comenzaron a celebrar, y las tropas turcas y circasianas restantes se dispersaron y huyeron. Las tropas rusas estacionadas en las alturas del río comenzaron a descender, y el propio general Hermann reunió algunas tropas para perseguirlas y comenzó a acercarse a su campamento. A 2 verstas del campamento, un destacamento circasiano atacó a los soldados rusos que avanzaban, pero finalmente fueron repelidos por los flanqueadores, sobre todo el regimiento de Carabineros de Rostov dirigido por el capitán Schreider, que resultó herido durante el enfrentamiento. El general Hermann envió un destacamento de caballería al mando del coronel Butkevich con refuerzos de infantería para capturar el campamento.
Al ver su derrota total, Batal Pashá y su séquito fueron al encuentro de Butkovich y se rindieron ante él.

## Consecuencias
El resultado de la batalla fue una decisiva victoria rusa que revertía completamente la derrota de Yuri Bibikov al inicio de ese año, preparando una nueva campaña contra Anapa. Durante su retirada, el derrotado ejército fue aplastado de nuevo por el general Rozen.

### Bajas
El general Hermann informó que en toda la batalla murieron un oficial superior, un oficial inferior y 26 soldados de menor rango, mientras que un oficial superior y 114 soldados de menor rango resultaron heridos. En cuanto a las bajas turco-circasianas, Hermann informa que en el campo de batalla hasta el campamento se dejaron 1.000 cadáveres, mientras que varios cientos de personas murieron mientras huían o se ahogaron en el río Kuban. Al día siguiente, un destacamento al mando del intendente jefe Städer fue enviado al Bolshoy Zelenchuk e informó que mientras se dirigía hacia allí, vio otros 300 cadáveres. Batal Pashá y un número desconocido de tropas fueron hechos prisioneros.
Hermann también informó que capturó más de 100 barriles de pólvora, plomo y varias herramientas de trinchera, así como toda la artillería enemiga.